# Kūpeh Qarān
Kūpeh Qarān (persiska: كوپِهقَران, کوپه قران, Kūpehqarān) är en ort i Iran.   Den ligger i provinsen Kurdistan, i den nordvästra delen av landet, 400 km väster om huvudstaden Teheran. Kūpeh Qarān ligger 1 821 meter över havet och antalet invånare är 208.
Terrängen runt Kūpeh Qarān är kuperad. Runt Kūpeh Qarān är det ganska glesbefolkat, med 42 invånare per kvadratkilometer. Närmaste större samhälle är Qūjeh, 10,6 km öster om Kūpeh Qarān. Trakten runt Kūpeh Qarān består i huvudsak av gräsmarker.